# Мадонна Контарини
«Мадонна Контарини» (итал.  La Madonna Contarini), или «Мадонна с благословляющим Младенцем» (итал. La Madonna col Bambino benedicente) — картина выдающегося итальянского живописца венецианской школы периода кватроченто Джованни Беллини, на которой изображены Дева Мария со стоящим Младенцем, вознёсшим руку для благословения. Картина написана между 1475 и 1480 годами маслом по дереву, на доске размером 78×56 см. В настоящее время хранится в Галерее Академии в Венеции.

## Композицияииконография
Дева Мария держит на руках Младенца Иисуса, стоящего на парапете на переднем плане, на котором прикреплена бандероль с подписью художника: IOANNES BELLINVS. Благословляющий Младенец имеет сходные черты с изображением на алтаре Сан-Джоббе, созданном в то же десятилетие или несколькими годами позднее. Его фигура обладает характерной неподвижностью, напоминающей византийскую иконопись, положившую начало венецианской школе. Взгляды Матери и Младенца не встречаются, как обычно, но нежное объятие выражает близость. Мадонна, согласно католической иконографии, одета в красную тунику, белый плат и синий мафорий, покрывающий голову.
На дальнем плане — типично итальянский пейзаж с холмами, исчезающими далями, на фоне города с башнями. Некоторые историки итальянского искусства идентифицируют башню слева как башню на центральной площади Виченцы, которая была хорошо видна тем, кто приближался к городу со стороны Венеции или Падуи. Примечательно использование цвета: благодаря богатой цветовой палитре и тонкой карнации фигуры получаются одновременно монументальными и по-настоящему человечными.

## Провенанс
В 1838 году картину, вместе с другими произведениями искусства, подарил Галерее Академии венецианский аристократ Джироламо Контарини, семья которого владела картиной Беллини с XVI века. Точная дата создания произведения неизвестна. Оно приблизительно датируется 1475—1480 годами на том основании, что изображённый Богомладенец напоминает младенца с другой картины живописца с известной датировкой — запрестольного образа под названием «Алтаря Святого Иова». Последний упоминается в завещании Таддео Контарини от 1587 года. «Мадонна Контарини» также схожа с другой картиной художника — «Мадонна с тополями», которая также хранится в Галерее Академии. Это первое изображение Мадонны, которое автор подписал и датировал 1487 годом.